# Camacan
Camacan é um município brasileiro do interior e sul do estado da Bahia.
Na década de 1970, o município foi considerado como um dos maiores produtores de cacau. No entanto, a praga da vassoura-de-bruxa (Crinipellis perniciosa) devastou e destruiu sua lavoura, em 1989. Algumas alternativas, como a pecuária, o cultivo de café e seringa diversificaram a economia local.
O nome Camacan tem origem nos indígenas da etnia Camacãs, os primeiros habitantes da região onde o município desenvolveu-se. A formação dos primeiros núcleos de povoação da localidade ocorreu em razão da grande cheia do rio Pardo, em 1914, que deslocou muitas pessoas para o Vale do Panelão.

## Etimologia
A palavra Camacã se origina da classe linguística Kamakã, do tronco macro-jê. Maria Hilda Paraíso, em seu trabalho Caminhos de ir e vir e caminho sem volta: índios, estradas e rios no Sul da Bahia, de 1982, subdivide os Kamakã em outros grupos como os Mongoyó, Kutaxó, Menian e Massacará.

## História
A história do município está diretamente ligada à expansão do cultivo do cacau. Segundo a tradição memorialista da região, o vale do rio Panelão começou a ser desbravado no ano de 1889, quando algumas famílias de Canavieiras, Bahia, passaram a buscar novas terras para o plantio de cacau por dois motivos principais: primeiro, por força das graves cheias do Rio Pardo que comprometiam a produção agrícola de Canavieiras e segundo, pelo declínio e desaparecimento dos diamantes do rio Salobro, tornando primordial a necessidade de novas fontes de produção.
O distrito foi criado em 1938 com a denominação de Vargito e passou a ter sede em Camacã a partir de 1953, integrando o município de Canavieiras até ser emancipado, pela Lei Estadual nº 1.465, de 31 de agosto de 1961, com a denominação de Camacã.
Os rios Panelão e Panelinha: segundo a tradição oral, essas denominações vem do encontro destes dois rios que, fisicamente, tem um aspecto que dá a ideia de um "panelão", daí terem sido batizados com estes nomes.
O primeiro foco da vassoura de bruxa em Camacan foi verificado exatamente na fazenda do prefeito, o maior produtor de cacau do município, em 1989. Luciano José de Santana era considerado o maior produtor individual de cacau, não só em Camacã, mas, no mundo. O conjunto de suas propriedades alcançava grandes marcas de produção anuais, aproximando-se de 100 mil arrobas de cacau em amêndoas, na década de 1980.

### Expedições da família Ribeiro
De acordo com a tradição memorialista, uma das famílias de Canavieiras que buscavam novas terras para o plantio de cacau, foi a de Leandro Ribeiro. Na realidade, a iniciativa de incursão na mata não foi do próprio Leandro, mas dos seus filhos e netos, nos últimos anos do século XIX. Do casamento com sua esposa, Felipa, o casal teve alguns filhos, entre eles João Elias Ribeiro. Nascido na fazenda Lagos, em Canavieiras, João Elias acompanhou o processo de expansão da cacauicultura e, mais ainda, experimentou as devastações provocadas pelas cheias do Pardo na propriedade de sua família. João Elias Ribeiro, sentindo a necessidade de melhores terras para expansão do cultivo de cacau da sua família, organizou uma expedição para o final do ano de 1888, e início de 1889, aproveitando assim o verão e as melhores condições do clima. O objetivo dessa empreitada era reunir 15 homens para subir de canoa o Rio Pardo até a confluência do Rio Panelão, semeando algumas sementes de cacau naquelas terras mais elevadas, protegidas de enchentes. Porém, João Elias Ribeiro adoece no período da expedição e transfere o comando desta para seu filho mais velho, Manoel Elias Ribeiro, que tinha apenas 19 anos em 1889. Para acompanhá-lo, pede a seu outro filho, Antonio Elias Ribeiro, com 16 anos, que embarque junto com o seu irmão e os outros 15 homens nessa jornada.
A marcha durou pouco mais de trinta dias e os expedicionários retornam à Fazenda Lagos com o sentimento de êxito. Em 1894, João Elias Ribeiro com a saúde recuperada, retorna com seus dois filhos, Manoel e Antonio, para verificar os resultados da primeira incursão. Comprovada a fertilidade das terras, a família Ribeiro abre as primeiras roças de cacau nesta região, ao longo do vale dos rios Panelão e Panelinha. O local da confluência do rio Panelão com o rio Panelinha passou a se chamar ‘Vargito’, por conta das vargens (várzeas) características da localidade, inspirando o nome de uma nova linhagem daquela família, adotado pelo médico João Ribeiro Vargens (filho de João Elias e irmão de Manuel e Antônio Elias Ribeiro).

### Camacãs
De acordo com a tradição oral e a memória oficial do município, no período anterior à chegada dos plantadores de cacau, a área era habitada pelos índios da etnia Kamakã. O pesquisador João da Silva Campos confirma a vertente de que os Kamakã residiam neste local. Desse grupo étnico  originou-se o nome da cidade. A força da economia cacaueira foi significativamente superior à dos povos indígenas, como os Kamakã, que por se colocarem no caminho da propriedade e da monocultura dos cacauais, foram vítimas da depredação cultural e do extermínio.

## Economia

### Desenvolvimento pela força econômica do cacau
As obras de infraestrutura da cidade iam se consolidando nas gestões iniciais da prefeitura, todas elas representando o continuísmo político dos Moura no poder municipal. A facilidade de angariar recursos, permitia o desenvolvimento da cidade de maneira rápida. De 1977 a 1982, a gestão do prefeito Luciano José de Santana marcou pelas obras de estruturação municipal. Àquela altura, Luciano era considerado o maior produtor de cacau individual do mundo e Camacan já possuía seis agências bancárias facilitando a linha de financiamento e crédito, três mil habitações rurais, dezesseis empresas privadas compradoras de cacau, duas cooperativas, além das presenças do ICB e CEPLAC. Luciano Santana iniciou uma série de implementos em Camacan. Ainda por cima, no mesmo ano que ele assumiu o poder executivo (1977) a cotação do cacau chegou a US$ 4.329/tonelada. Foi a maior cotação da história. Dessa forma, grandes obras de infra-estrutura como a urbanização da cidade, ampliação da Avenida Doutor João Vargens, construção de escolas, pavimentação de ruas e esgotamento sanitário foram executadas. Foi também nessa gestão municipal que os caciques políticos camacaenses resolveram instituir a ‘Festa Camacã e o Cacau’, em comemoração à data de emancipação política do município.

## Política e administração

### Poder Executivo
O prefeito de Camacan é Paulo Cesar Bomfim de Oliveira, também conhecido como Paulo do Gás, do Partido Social Democrático (PSD), que assumiu o cargo em 2021 para seu primeiro mandato e foi reeleito em 2024, iniciando seu segundo mandato em 2025. O vice-prefeito é Arildo Evangelista dos Santos, também conhecido como Arildo de Florentino, do Progressistas (PP).
Com a instalação do município de Camacan em 7 de abril de 1963, Boaventura Ribeiro Moura tornou-se o primeiro administrador dele.

### Poder Legislativo
A Câmara Municipal de Camacan é composta por onze vereadores.